# Kentish Flats
Kentish Flats är en stor, plan och grund platå i södra Nordsjön norr om Whitstable, cirka 85 kilometer öster om centrala London. Närmaste större samhälle är Herne Bay, 9 km söder om Kentish Flats. På platån ligger Kentish Flats Offshore Wind Farm, ett antal vindkraftverk som ägs av Vattenfall.